# 瘢痕疙瘩
瘢痕疙瘩（keloid）也稱蟹足腫，是一种皮肤对创伤、炎症、感染的过度反应，与体质及张力有关；主要表现为局部成纤维细胞的过度增生和胶原蛋白的大量合成。瘢痕疙瘩的纤维组织通常超出创伤的范围，累及周围正常组织。瘢痕疙瘩和疤痕组织增生的区别在于：后者不累及未创伤区域且常自行缓解。
由于患处会出现疼痛、瘙痒、多汗、功能受限，以及美观受损，一些患者需要对此进行治疗。注射糖皮质激素/5-氟尿嘧啶、咪喹莫特，硅胶覆盖，压迫疗法，冷冻切除、手术切除、激光切除、放射治疗，是目前常见的治疗方式。患处注射糖皮质激素在多数情况下是首选的治疗方式，在大约70%的患者中有疗效。部分患者常需要多次注射以达到满意的效果。手术切除常被用于激素治疗效果欠佳的情况，且多合并低剂量放射治疗。